# Deudorix violetta
Deudorix violetta är en fjärilsart som beskrevs av Aurivillius 1897. Deudorix violetta ingår i släktet Deudorix och familjen juvelvingar. Inga underarter finns listade i Catalogue of Life.